# Villa Deportiva del Callao
La Villa Deportiva del Callao (antiguo parque zonal Yáhuar Huaca) es un centro deportivo ubicado en el distrito de Bellavista frente a los hospitales Alberto Sabogal y Carrión en la avenida Guardia Chalaca, en la provincia constitucional del Callao. El recinto se extiende sobre 180 000 m².
Cuenta con diversas instalaciones deportivas siendo la capacidad de su recinto principal el estadio Miguel Grau y el coliseo Miguel Grau. Asimismo, cuenta con campos de tenis, fútbol, béisbol y sóftbol.

## Historia
Fue inaugurado el 20 de diciembre de 1971 como parque zonal n.º 10 Yáhuar Huaca. Estaba administrado por Serpar (en ese entonces organismo dependiente del Ministerio de Vivienda) y posteriormente fue transferido al Instituto Nacional de Recreación, Educación Física y Deportes (Inred), actual Instituto Peruano del Deporte.
En enero de 2011, pasó a posesión del Gobierno Regional del Callao. Tras su remodelación fue reinaugurado el 12 de julio de 2011 con el nombre de Villa Deportiva Regional del Callao.
Fue utilizado para fútbol, boxeo, lucha, judo, karate y taekwondo en los Juegos Panamericanos de Lima 2019. El costo de la remodelación y construcción fue de S/251 849 880.

## Instalaciones
Dentro del perímetro de la Villa Deportiva, se encuentran los siguientes recintos:
- Estadio Miguel Grau
- Polideportivo del Callao
- Coliseo Miguel Grau